# 圣安得烈卫斯理堂
圣安得烈卫斯理堂（St. Andrew's Wesley Church）是加拿大温哥华市中心的一座教堂。教堂由特威泽尔和特威泽尔（Twizel and Twizel）设计，用花岗岩等石材建造。
圣安得烈卫斯理堂成立于1927年，由长老会、卫理公会、公理会等联合而成。这个堂名结合了长老会圣安得烈堂和卫理公会卫斯理堂的名称。

## 历史
卫理公会传教士于1859年左右从英国抵达温哥华。于1875年在沃特街上建造教堂，但在1886年的温哥华大火中被摧毁。1887年，堂会分为两部分：公主街和荷马街（Homer Street）。
1870年，长老会在一个当地社区的学校里组织起来。第一个长老会教堂建于科尔多瓦街（Cordova Street），也在1886年大火中被摧毁。该堂于1892年搬到戈尔街（Gore Street）和喜士定街（Hastings Street）拐角处的一个较大的房屋。
1927年，长老会圣安得烈堂与卫理公会卫斯理堂合并，成立圣安得烈-卫斯理联合教会。它们各自出售原本较小的教堂，联合购买目前的土地，在布勒街（Burrard Street）和 Nelson street拐角处。新教堂在1933年5月26日建成，称为“卑诗省联合教会的主教座堂”。